# هنري كالديرون
هنري كالديرون (بالإسبانية: Henry Calderón)‏ (19 أبريل 1993 في تشيلي - ) هو لاعب كرة قدم تشيلي في مركز الوسط. لعب مع نادي أوهيجينس وGeneral Velásquez ‏.

## وصلات خارجية
- هنري كالديرون على موقع قاعدة بيانات كرة القدم.إي يو (الإنجليزية)
- هنري كالديرون على موقع Soccerway.com (الإنجليزية)
- هنري كالديرون على موقع عالم كرة القدم.نت (الإنجليزية)
- هنري كالديرون على موقع AS.com (الإسبانية)